# Морохоси, Сумирэ
Сумирэ Морохоси (яп. 諸星 すみれ Морохоси Сумирэ, род. 23 апреля 1999 года, Ои, префектура Канагава, Япония) — японская актриса, сэйю и певица.

## Биография
Сумирэ Морохоси родилась 23 апреля 1999 года в Ои, префектура Канагава. При рождении у неё диагностировали паралич правой стороны тела, в связи с чем её мать решила дать дочери имя на хирагане, чтобы в будущем, если Сумирэ останется инвалидом, она смогла писать своё имя самостоятельно. Паралич был успешно вылечен через несколько месяцев после рождения.
В трёхлетнем возрасте Морохоси была зачислена в театральную компанию Himawari Theatre Group. Одной из причин интереса к актёрскому искусству стало её восхищение персонажем Юбабой из полнометражного аниме-фильма «Унесённые призраками». В 2006 году Морохоси озвучила девочку по имени Кэрри в аниме-сериале «Красный сад» и осталась под большим впечатлением от работы в паре с Такэхито Коясу. В возрасте девяти лет Морохоси озвучила Нину Такер в аниме-сериале «Стальной алхимик: Братство» (2009); благодаря «очень хорошему» исполнению этой роли она позже была утверждена на роль Бетти в аниме-сериале Heroman (2010).
С 2009 года Морохоси активно занимается озвучиванием, а также играет в дорамах и на сцене. В конце октября 2019 года она дебютировала в качестве певицы, выпустив на лейбле FlyingDog песню «Mashiro», которая вошла в состав её дебютного мини-альбома Smile и была использована в качестве открывающей музыкальной темы к первой части первого сезона аниме-сериала Ascendance of a Bookworm. Для второй части, трансляция которой проходила в 2020 году, Морохоси исполнила открывающую тему под названием «Tsumujikaze». Она также исполнила закрывающую тему для первой части аниме-сериала Sugar Apple Fairy Tale (2023).
В июле 2022 года Морохоси сдала положительный тест на COVID-19.

## Избранная фильмография

### Аниме-сериалы
2006
- «Красный сад» — Кэрри Шиди

2009
- Corpse Princess: Kuro — Тоя
- «Стальной алхимик: Братство» — Нина Такер

2010
- Heroman — Бетти
- Princess Jellyfish — Клара
- Rainbow: Nisha Rokubou no Shichinin — Хана
- «Староста-горничная» — Мисаки Аюдзава (подросток)

2011
- Blue Exorcist — Юи Сакамото
- No. 6 — Лили
- «Стич!» — Лило Пелекай (подросток), дочь Лило

2012
- Aikatsu! — Итиго Хосимия[11]
- Beyblade: Shogun Steel — Мару
- OniAi — Ариса Таканомия
- The Ambition of Oda Nobuna — Химико
- Yu-Gi-Oh! Zexal — Пип/Собака

2013
- Aikatsu! (второй сезон) — Итиго Хосимия
- Gaist Crusher — Тереза
- GJ-bu — Сэйра Амацука
- My Teen Romantic Comedy SNAFU — Руми Цуруми

2014
- Aikatsu! (третий сезон) — Итиго Хосимия[12]
- When Supernatural Battles Became Commonplace — Майя Таканаси
- «Токийский гуль» — Хинами Фуэгути[13]

2015
- Fafner in the Azure: -EXODUS- — Мива Хино[14]
- Haikyu!! 2 — Хитока Яти[15]
- Jewelpet: Magical Change — Сумирэ
- My Teen Romantic Comedy SNAFU TOO — Руми Цуруми
- PriPara — Усатя
- «Токийский гуль √A» — Хинами Фуэгути

2016
- Aikatsu Stars! — Цубаса Кисараги[16]
- Fairy Tail Zero — Мико
- Fate/kaleid liner Prisma Illya 3rei! — Эрика Эйнсворт[17]
- Haikyu!! Karasuno High School vs Shiratorizawa Academy — Хитока Яти
- «Проза бродячих псов» — Кёка Идзуми[18]

2017
- Gabriel DropOut — Ханиэль
- Hand Shakers — Коёри Акутагава[19]
- Inuyashiki — Сион Ватанабэ[20]
- Little Witch Academia — Аннабель Креме
- Rage of Bahamut: Virgin Soul — Нина Дранго[21]
- Restaurant to Another World — Шиа Голд
- Welcome to the Ballroom — Мако Акаги[22]

2018
- Aikatsu Friends! — Коко
- Pocket Monsters: Sun & Moon — Ацерола
- Osomatsu-san — Окико
- Pop Team Epic — Попуко, Героиня (живое воплощение)
- «Вайолет Эвергарден» — Энн Магнолия
- «Невеста чародея» — Стелла Барклем

2019
- Aikatsu on Parade! — Итиго Хосимия
- Beyblade Burst GT — Гвин Ронни
- Meiji Tokyo Renka — Мэи Аядзуки[23]
- Ultraman — Рэна Саяма[24]
- «Обещанная Страна Грёз» — Эмма[25]
- «Проза бродячих псов 3» — Кёка Идзуми

2020
- BNA: Brand New Animal — Митиру Кагэмори[26]
- Magia Record: Puella Magi Madoka Magica Side Story — Нэму Хиираги
- Hakushon Daimao 2020 — Акуби[27]

2021
- Aikatsu Planet! — Блестящий Сапфир[28]
- Battle Athletes Victory ReSTART! — Каната Акэхоси[29]
- Hetalia: World Stars — Чехия[30]
- Lupin the 3rd Part 6 — Лили[31]
- Megaton Musashi — Дзюн Кирисима[32]
- «Обещанная Страна Грёз: Второй сезон» — Эмма
- «Проза бродячих псов: Шуточные истории» — Кёка Идзуми

2023
- Insomniacs After School — Мина Ноно[33]
- Migi & Dali — Метри[34]
- Mushoku Tensei: Jobless Reincarnation 2 — Джули[35]
- «Проза бродячих псов 4» — Кёка Идзуми[36]

2024
- A Sign of Affection — Юки Итосэ[37]
- Fate/strange Fake — Тине Шель[38]
- Too Many Losing Heroines! — Тиара Басори[39]
- VTuber Legend — Сион Каминари[40]

2025
- Apocalypse Hotel — Понко[41]
- «Необъятный океан» (второй сезон) — Сиори Китахара[42]

2026
- Even a Replica Can Fall in Love — Сунао Айкава, Нао[43]

### Аниме-фильмы
2009
- Professor Layton and the Eternal Diva — Нина
- «Летние войны» — Мао Дзинноти
- «Последняя фантазия VII: Дети пришествия» — Марлен Уоллес

2010
- Fafner: Dead Agressor: Heaven and Earth — Мива Хино
- Hutch the Honeybee — Бланка

2011
- The Princess and the Pilot — Фана дель Морал (подросток)
- «Монстры на острове» — Кику

2013
- Pokémon Best Wishes! The Movie: Extreme Speed Genesect! Mewtwo Awakens! — Водный Генесект
- Yoyo and Nene, the Little Witch Sisters — Ёё[44]

2014
- Aikatsu! The Movie — Итиго Хосимия
- Saint Seiya: Legend of Sanctuary — Саори Кидо (подросток)

2015
- Meiji Tokyo Renka the Movie: Serenade of the Crescent Moon — Мэи Аядзуки[45]
- Psycho-Pass: The Movie — Йео
- «Ученик чудовища» — Тико[46]

2016
- Aikatsu Stars! The Movie — Цубаса Кисараги
- Meiji Tokyo Renka the Movie: Fantasia of the Flower Mirror — Мэи Аядзуки
- Kaze no Matasaburo — Касукэ

2018
- «Проза бродячих псов: Сгнившее яблоко» — Кёка Идзуми

2020
- «Вайолет Эвергарден. Фильм» — Дейзи Магнолия

2021
- Eureka: Eureka Seven Hi-Evolution — Ла Ла Ленд[47]
- Fate/kaleid liner Prisma Illya: Licht - The Nameless Girl — Эрика Эйнсворт
- Pretty Guardian Sailor Moon Eternal The Movie — Палла Палла/Сейлор Паллада[48]
- Words Bubble Up Like Soda Pop — Мари[49]

2023
- Fate/strange Fake: Whispers of Dawn — Тине Шель[50]
- Pretty Guardian Sailor Moon Cosmos The Movie — Палла Палла/Сейлор Паллада
- The Concierge at Hokkyoku Department Store — Кэт[51]

### OVA
- 2012 — Code Geass: Akito the Exiled — Лейла Малкал (подросток)

### Компьютерные игры
2010
- Kingdom Hearts Birth by Sleep — Каири (подросток)

2011
- Final Fantasy Type-0 — Мугл[52]
- Final Fantasy XIII-2 — Мугл

2013
- Lightning Returns: Final Fantasy XIII — Мугл

2014
- Granblue Fantasy — Лилель

2015
- Tokyo Mirage Sessions ♯FE — Тики

2017
- Fire Emblem Heroes — Тики (подросток)
- Fire Emblem Warriors — Тики[53]
- Resident Evil 7: Biohazard — Эвелина (подросток)

2018
- Dragalia Lost — Лараноа, Тики

2019
- Girls’ Frontline — P90, M870
- Magia Record — Нэму Хираги

2021
- Rune Factory 5 — Людмила[54]
- The Caligula Effect 2 — Сасара Амики[55]

2022
- Goddess of Victory: Nikke — Юни[56]
- River City Girls 2 — Кёко[57]

2023
- Atelier Ryza 3: Alchemist of the End & the Secret Key — Федерика Ламберти[58]
- Honkai: Star Rail — Пела[59][60]

2024
- Metaphor: ReFantazio — Галлика[61]
- Silent Hill 2 — Лора[62]

## Дискография

### Синглы
| Название                                   | Дата выпуска        | Лейбл                  | Номер (тип издания)                                                                | Высшая позиция в чарте Oricon |
| ------------------------------------------ | ------------------- | ---------------------- | ---------------------------------------------------------------------------------- | ----------------------------- |
| «Tinny Balloon» (яп. ふうせんいぬティニー) | 16 сентября 2015 г. | Sony Creative Products | FT-63200                                                                           | —                             |
| «Tsumuji Kaze» (яп. つむじかぜ)            | 29 апреля 2020 г.   | Flying Dog             | VTCL-35320 (обычное издание) VTZL-171 (Limited Edition)                            | 31                            |
| «Kanaeru» (яп. 叶える)                     | 1 февраля 2023 г.   | Flying Dog             | VTCL-35356 (обычное издание) VTCL-35357 (Anime Edition) VTZL-223 (Limited Edition) | 35                            |

### Альбомы
| Название | Дата выпуска       | Лейбл      | Номер (тип издания)                                     | Высшая позиция в чарте Oricon |
| -------- | ------------------ | ---------- | ------------------------------------------------------- | ----------------------------- |
| Smile    | 30 октября 2019 г. | Flying Dog | VTCL-60510 (обычное издание) VTZL-170 (Limited Edition) | 28                            |

## Награды и номинации
| Год  | Награда              | Результат  | Категория                  | Работа | Прим.  |
| ---- | -------------------- | ---------- | -------------------------- | ------ | ------ |
| 2017 | Newtype Anime Awards | 10-е место | Лучшая актриса озвучивания | н/д    | [ 67 ] |
| 2018 | Newtype Anime Awards | 2-е место  | Лучшая актриса озвучивания | н/д    | [ 68 ] |
| 2019 | Newtype Anime Awards | 3-е место  | Лучшая актриса озвучивания | н/д    | [ 69 ] |